# Boniface Gachuruzi
 Boniface Gachuruzi Shally , né à Mutanda le 7 juillet 1953, est un homme politique de la République démocratique du Congo et député national, élu de la circonscription de Masisi dans la province du Nord-Kivu,,,.

## Biographie
Boniface Gachuruzi Shally est né à Mutanda le 7 juillet 1953, élu député national dans la circonscription électorale de Masisi dans la province du Nord-Kivu, il est membre du groupement politique MIP.